# Duvensee
Duvensee település Németországban, Schleswig-Holstein tartományban. Lakosainak száma 559 fő (2023. december 31.).

## Népesség
A település népességének változása:
| Lakosok száma | 357  | 563  | 576  | 550  | 549  | 559  |
|               | 1975 | 2017 | 2019 | 2021 | 2022 | 2023 |